# Gecekondu

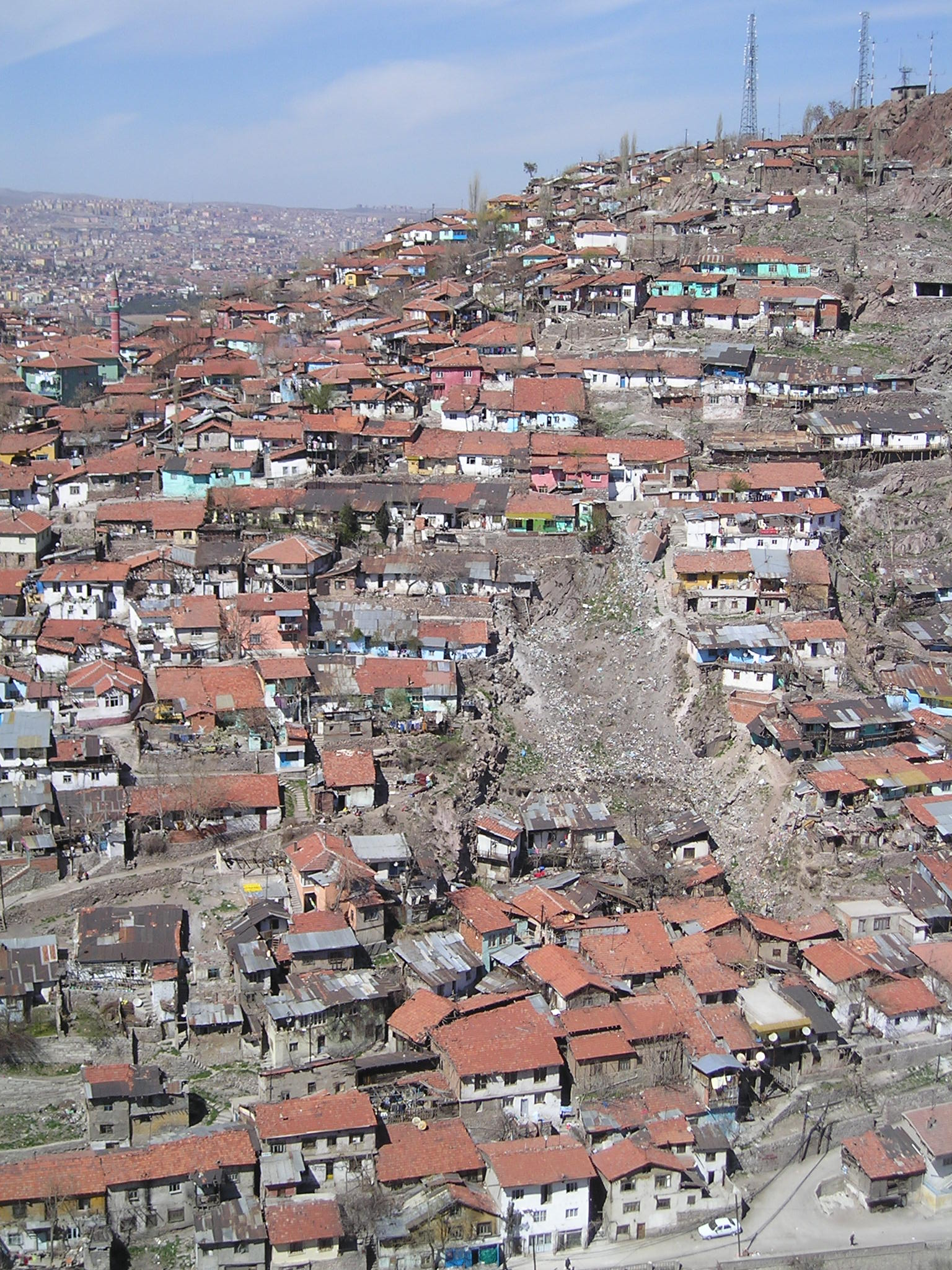
Un barrio gecekondu.

El término gecekondu (en idioma turco, lugar construido durante la noche) se refiere a casas sencillas que sus propios moradores construyen en un espacio de tiempo muy corto sin tener permiso legal para hacerlo. Estas viviendas son construidas en las afueras de las grandes ciudades como Esmirna, Ankara y Estambul y se apiñan unas con otras. El escritor Robert Neuwirth estima que la mitad de los habitantes de Estambul viven en ellos.
Neuwirth expone en su libro Shadow Cities que estos invasores aprovechan un resquicio legal en la legislación turca que establece que, si un individuo comienza a construir una casa después de la puesta de Sol y la termina antes del amanecer del día siguiente sin haber sido advertido por las autoridades, entonces estas no podrán ordenar la demolición del edificio a no ser que inicien un proceso legal en los tribunales. La lentitud del proceso burocrático explica que los constructores ilegales puedan quedarse casi siempre.
Los habitantes de los gecekondu suelen ser inmigrantes procedentes del campo, que huyen de la pobreza y del desempleo en las zonas rurales, especialmente en el este del país. Muchas veces, aldeas enteras han emigrado del campo en dirección a las afueras de las grandes ciudades turcas con el fin de buscar un mejor nivel de vida.
En la actualidad, la Administración de Vivienda del Gobierno (TOKI) está ordenando la demolición progresiva de las zonas de gecekondu y su reemplazo por bloques de pisos.